# إسكندر أبكاريوس
إسكندر بن يعقوب بن أبكار الأرمني يُعرف باسم إسكندر بك أَبكَاريُوس (؟ - 13 ديسمبر 1885) كاتب وشاعر ومؤرِّخ وصَحَفي عُثماني لبناني. ولد في بيروت ودرس في المدرسة الوطنية، ثم الكلية الأميركية. رحل إلى أوربا ثم عاد إلى بيروت واشتغل بالتأليف والصِّحافة. ثم ارتحل إلى مصر وتقلّد فيها عدة مناصب. عاد إلى بيروت وتوفي فيها. له مؤلفات في التاريخ والأدب، وديوان شعر. أخوه هو المؤرِّخ والأديب يوحنا أبكاريوس.

## سيرته
وُلد إسكندر بن يعقوب بن أبكار في عائلة أرمنية‌ الأصل في بيروت، فوالده يعقوب هاجر من أرمنيا إلى لبنان في مطلع القرن التاسع عشر، فأقام في بيروت وعُرف بـيعقوب آغا، واشترى منزلًا قرب القشلاق (السراي الكبير) عُرف باسمه. سنة ولادته مجهولة، ويقال هي سنة 1826.
تلقَّى تعليمه في المدرسة الوطنية، ثم في الكلية الأمريكية في بيروت. هاجر إلى مصر، واشتغل ببعض الوظائف الإدارية. عمل صَحَفيًّا في مجلة الجنان، وهي مجلة صدرت سنة 1870. ترك آثار أدبية وتاريخية، ولقد برع في السجع، فكان أديبًا وشاعرًا ومؤرخًا، الأمر الذي جعله ينال مكانة علمية واجتماعية لدى المسؤولين العثمانيين، ونال مرتبة الاستحقاق والمكانة العلية لدى الدولة، وتكرمت عليه الدولة العثمانية برتبة بك، فقرنت باسمه. 
هو أحد الأعضاء المؤسسين في الجمعية العلمية السورية، ومن أعلام عصر النهضة العربية.

## شعره
وصفه معجم البابطين «شعره شعر مناسبات، اتخذه سبيلاً إلى توثيق علاقاته، وله عن المآثر الخديوية ووزراء الحكومة المصرية في مؤلفاته النثرية ما يدعم هذا الاتجاه في توظيفه للشعر، صياغته ومعانيه تقليدية.» 

## مؤلفاته
- «نهاية الأرب في أخبار العرب»، 1852.
- «روضة الأدب في طبقات شعراء العرب»، 1858.
- «نوادر الزمان في وقائع جبل لبنان»، صدر بتحقيق الدكتور عبد الكريم السمك، عام 1987.
- «منية النفس في أشعار عنتر عبس»، 1864.
- «التحفة الغراء في محاسن تونس الخضراء».
- «ريحانة الأفكار في أخبار الملك شهريار».
- «ديوان الدواوين في أجود أشعار المتقدمين والمتأخرين».
- «كأس المُدامة في تراكيب الدامة».
- «نزهة النفوس و زينة الطروس»، ديوان أشعاره ونثره، وهو مدح في أبناء محمد علي باشا، 1883.

## وفاته
توفي إسكندر أبكاريوس في بيروت، يوم 13 ديسمبر 1885.